# Boston Port Act
Il Boston Port Act, chiamato anche Trade Act del 1774, fu una legge del Parlamento britannico (14 Geo. 3 c. 19) che approvata il 31 marzo 1774 e divenne effettiva il 1º giugno dello stesso anno. Fu una delle cinque misure (chiamate in vari modi "Leggi intollerabili", "Leggi punitive" o "Leggi coercitive") emanate nella primavera del 1774 per punire la città di Boston per il Boston Tea Party del 16 dicembre 1773.

## Antefatti
La legge fu una risposta al Boston Tea Party. Nel discorso del 7 marzo 1774, Re Giorgio III accusò i coloni di aver tentato di danneggiare il commercio britannico e sovvertire la costituzione. Il 18 marzo, Lord North presentò il Port Bill, che metteva fuori legge l'utilizzo del porto di Boston (attraverso l'installazione di una barricata/blocco) per lo "scarico e carico, imbarco o spedizione di merci, beni e mercanzie" fino a quando non fosse stato effettuato il risarcimento al tesoro del Re (per i dazi doganali perduti) e alla Compagnia inglese delle Indie Orientali per i danni subiti. In altre parole, chiudeva il porto di Boston a tutte le navi, indipendentemente dal tipo di carico o attività. Inoltre, stabiliva che la sede del governo della colonia del Massachusetts sarebbe stata spostata a Salem e Marblehead sarebbe diventata porto di ingresso merci. La legge doveva entrare in vigore il 1º giugno.

## Approvazione
All'inizio, persino alcuni dei più forti alleati dell'America in Parlamento approvarono la legge considerandola moderata e ragionevole. Sostenevano che la città di Boston avrebbe potuto porre fine alla punizione in qualsiasi momento, risarcendo la Compagnia inglese delle Indie Orientali per le merci distrutte durante il tumulto e permettendo il ripristino della legge e dell'ordine.
Tuttavia, l'opposizione Whig si riorganizzò rapidamente e il provvedimento venne contestato nelle sue varie fasi da figure come Edmund Burke, Isaac Barré e Thomas Pownall. Nonostante le loro obiezioni, la legge venne approvata il 31 marzo, senza votazione contraria alla Camera dei Comuni e all'unanimità alla Camera dei Lord.

## Conseguenze
La Royal Navy inviò successivamente navi da guerra a pattugliare la foce del porto di Boston per far rispettare le leggi. Anche l'esercito britannico si unì all'attuazione del blocco, e Boston fu occupata da truppe guidate dal Comandante in Capo Thomas Gage. I coloni protestarono sostenendo che il Port Act puniva ingiustamente migliaia di residenti e violava i loro diritti come sudditi di Giorgio III. Poiché il porto di Boston era una fonte essenziale di rifornimenti per i cittadini del Massachusetts, le colonie solidali, da località lontane come la Carolina del Sud, inviarono aiuti umanitari agli abitanti della baia del Massachusetts. La risposta fu così imponente che i leader di Boston si vantarono che la città sarebbe diventata il principale porto cerealicolo d'America se la legge non fosse stata abrogata.
Il 1º giugno fu ampiamente osservato come giorno di digiuno e preghiera, con rintocchi di campane, bandiere a mezz'asta e case addobbate a lutto. Questo fu il primo passo verso l'unificazione delle tredici colonie, che ora avevano una causa comune per cui lavorare insieme.
Il Primo congresso continentale fu convocato a Philadelphia il 5 settembre 1774 per coordinare una risposta coloniale al Port Act e alle altre Leggi Coercitive.